# L'orchestre de tous les âges
L'orchestre de tous les âges es un álbum de estudio del grupo Zaïko Langa Langa lanzado en 1983. El álbum contiene singles de 1980. La salida del álbum marca el viaje de Likinga Redo a Portugal, que fue arrestado ahí por posesión de drogas. 

## Historia
A mediados de la década de 1970, la banda perdió algunos de sus miembros más importantes. Papa Wemba, Bozi Boziana, Mavuela Somo y Evoloko Jocker partieron en 1974 para crear Isifi Lokole; el mismo año, Papa Wemba, Bozi Boziana y Mavuela abandonaron Evoloko después de un conflicto de liderazgo en el grupo entre Evoloko y Papa Wemba para formar Yoka Lokole en 1976. En 1980, el guitarrista Manuaku Waku también fundó su propio grupo, Grand Zaiko Wa Wa. Después de un breve período de inactividad, la banda regresó en 1975, y en los años siguientes mantuvo una posición destacada en las escenas soukous, mientras competía con sus propios spin-offs como Isifi Melodía, Yoka Lokole y más tarde en 1977 Viva La Música de Papa Wemba después de que dejó a Yoka Lokole después de otro conflicto de liderazgo entre él y Mavuela Somo. El resultado de los cambios de personal en la banda fue el establecimiento de N'Yoka Longo como el nuevo líder y nuevas entradas como Lengi Lenga, Bakunde Ilo Pablo y Likinga. La producción de Zaiko Langa Langa de los últimos años setenta es particularmente sofisticada tanto en términos de melodía como de orquestación, y la coreografía de la presentación en vivo también fue más rica de lo que era en los primeros años. En 1975 también vieron el establecimiento de los cantantes delanteros más antiguos de Zaiko en Nyoka Longo, Bimi Ombale, Lengi Lenga y Likinga Redo, quienes se convertirán durante catorce años en el rostro de Zaiko e impondrán a Zaiko como el último gran peso de la música juvenil en Zaire. El éxito de la banda fue tan grande y sin precedentes en la historia de la música de Zaire que todos los presidentes que dejaron la banda hicieron fila para regresar. En 1977, Bozi Boziana se reincorporó al grupo, seguido de Mashakado Mbuta y Evoloko en 1980. A pesar de las nuevas disputas internas y los cambios de personal con la partida de Evoloko, Bozi y Djo Mali en 1981 para formar Langa Langa Stars, Zaiko Langa Langa tuvo éxito a lo largo de la década de 1980.
En 1983, salió este álbum con canciones grabadas en 1980 antes de la salida de Bozi Boziana, Roxy Tshimpaka, Evoloko Jocker y Djo Mali.

## Tracklisting
1. Crois Moi (Nyoka Longo)
2. Viya (Likinga Redo)
3. Fièvre Mondo (Evoloko Joker)
4. Solomo (Matima Mpioso)

## Artistas
- Nyoka Longo – voces
- Likinga Redo – voces
- Lengi-Lenga – voces
- Evoloko Jocker – voces
- Bozi Boziana – voces
- Roxy Tshimpaka – guitarra principal
- Mbuta Matima – guitarra principal
- Enoch Zamuangana – guitarra rítmica
- Oncle Bapius – bajo
- Meridjo Belobi – batería
- Petit Cachet – batería

- Datos: Q97125278